# 2013 en radio
Cet article est une chronologie thématique. Pour des articles plus généraux, voir Histoire de la radio et Radiodiffusion.
Cet article concerne les stations de radio, à ne pas confondre avec les webradios
| Années de la radio : 2010 - 2011 - 2012 - 2013 - 2014 - 2015 - 2016    |
| Décennies de la radio : 1980 - 1990 - 2000 - 2010 - 2020 - 2030 - 2040 |

Cet article a pour but de retracer de façon synthétique toute l'année 2013 en radio. Sa vocation est d'être ouvert à toutes les stations de radio du monde, même si les informations reprises ici concernent surtout la France. Afin d'internationaliser au mieux l'article, on ne retiendra, hormis les situations de création ou de suppression de stations, que l'actualité des radios de caractère national ou international, afin de ne pas se perdre dans les détails des radios locales.

## Prix et distinctions en 2013
En retenant les principaux prix de la liste des récompenses de radio d'une part, en faisant état des distinctions institutionnelles remises d'autre part, en considérant également d'autres distinctions plus anecdotiques, l'année 2013 met donc à l'honneur les personnalités suivantes :

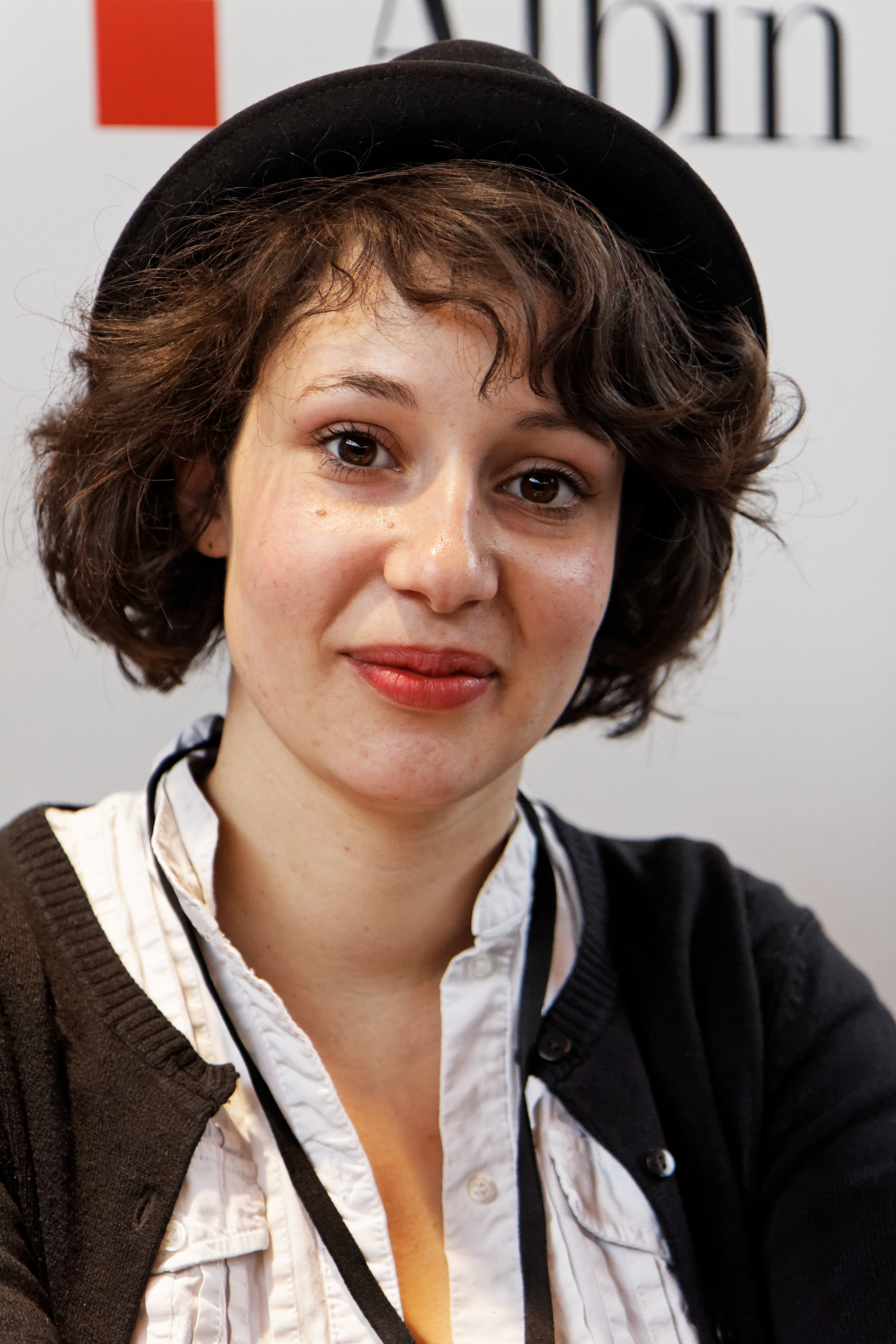
Alice Zeniter en 2013.
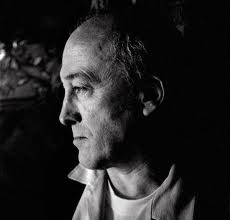
Frédéric Roux en 2013.
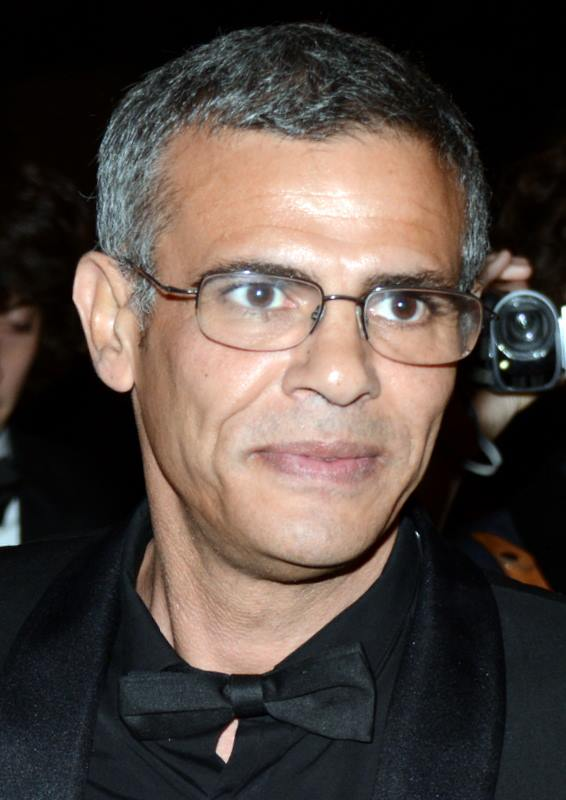
Abdellatif Kechiche en 2013.
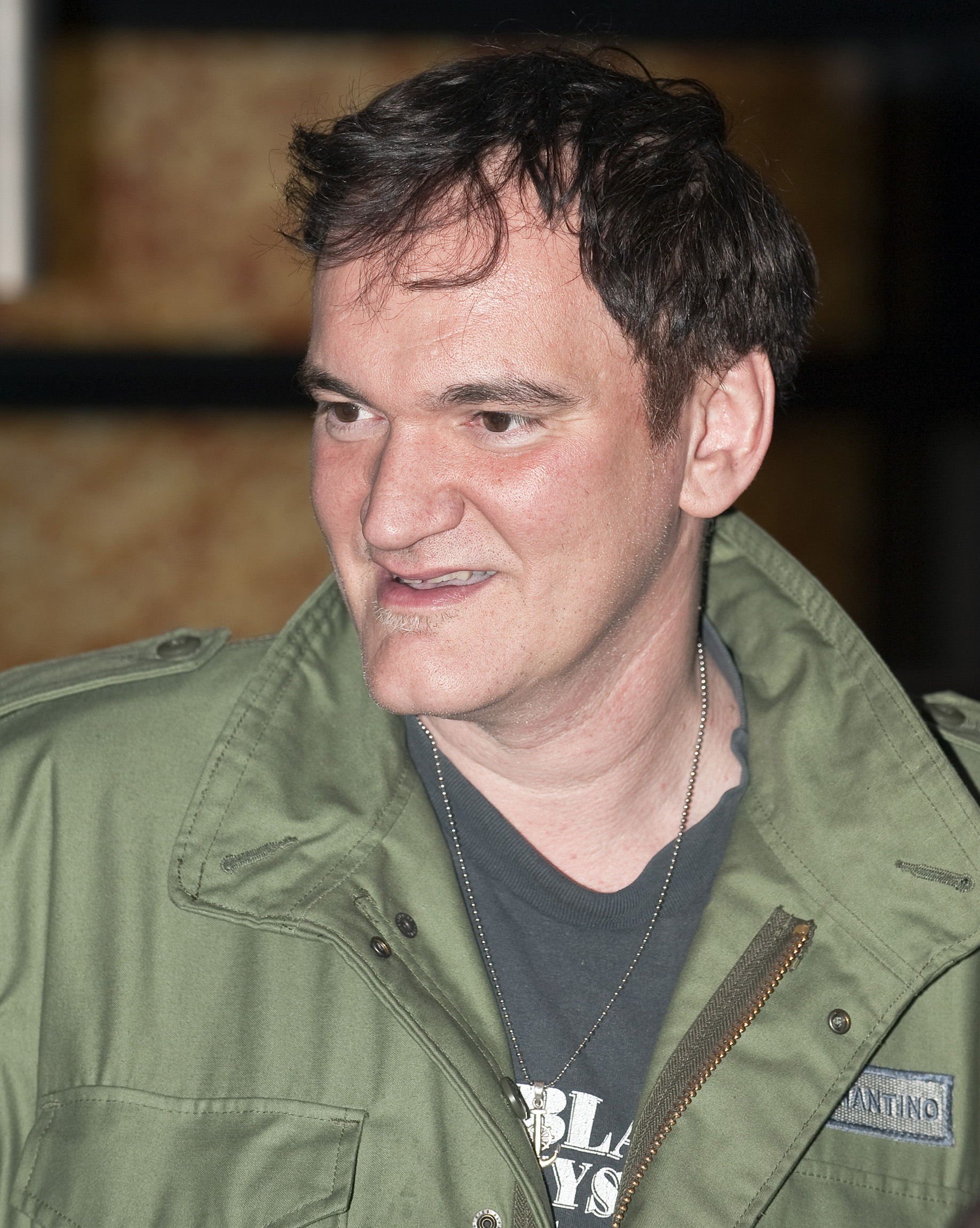
Quentin Tarantino en 2009.
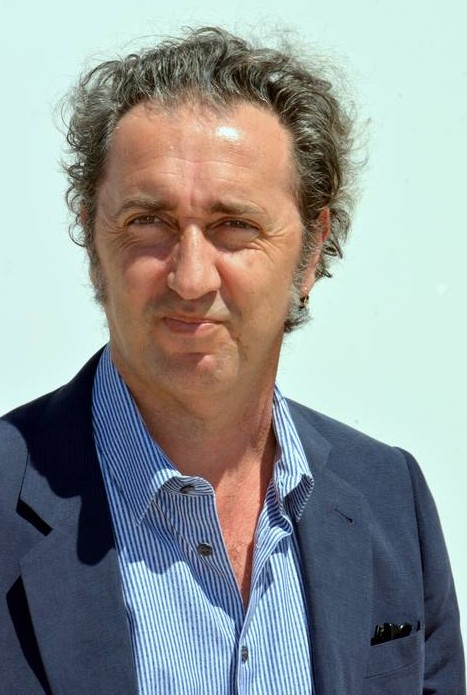
Paolo Sorrentino en 2017.
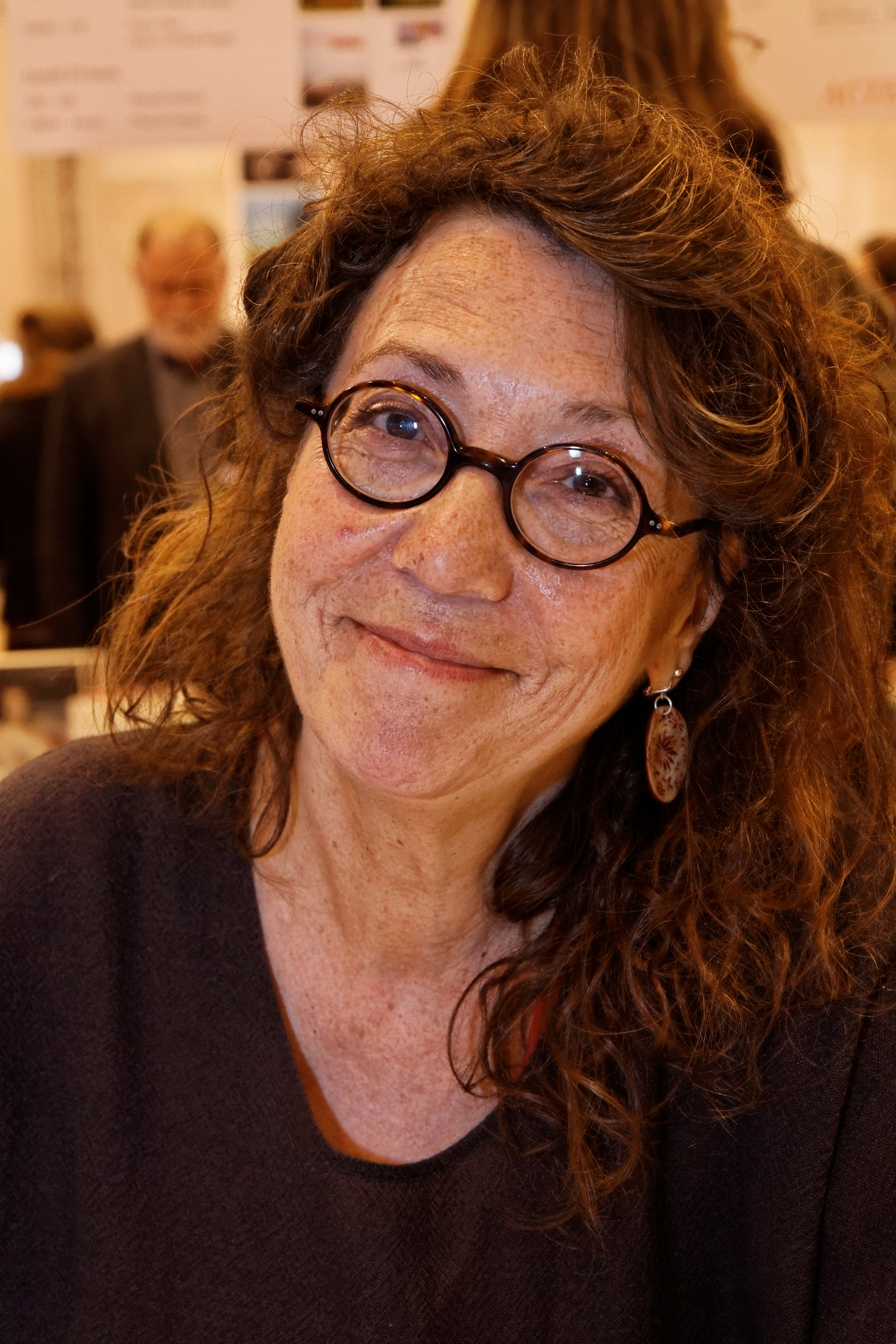
Jeanne Benameur en 2012.

### Prix Radio France
- Prix du Livre Inter : Sombre Dimanche d'Alice Zeniter
- Prix France Culture-Télérama : Alias Ali de Frédéric Roux
- Prix des auditeurs du Masque et la Plume 2013 : La Vie d'Adèle d'Abdellatif Kechiche (film français) et ex æquo Django Unchained de Quentin Tarantino et La grande bellezza de Paolo Sorrentino (film étranger).

### Prix RTL
- Grand prix RTL-Lire : Profanes de Jeanne Benameur